# Iroko

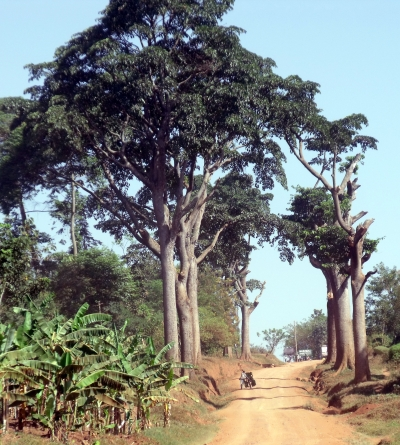
Iroko, árbol.

El iroko o Iroco (también conocida como morera) es el nombre que recibe la madera del árbol tropical Milicia excelsa. Por su similitud en aspecto y propiedades con la madera de Teca, es denominada a veces como la "teca africana", siendo frecuentemente utilizada como sustituto de coste inferior a aquella, aunque no demasiado. Es una madera dura y muy resistente, de color marrón claro o marrón amarillento/dorado.
Se utiliza en la elaboración de muebles, en suelos, carpinterías, chapados, embarcaciones e instrumentos musicales.

## Origen
La especie Milicia excelsa (clasificada también como Chlorophora excelsa, Benth & Hook.) es un árbol que alcanza los 30 - 40 m de altura, con un diámetro de tronco de entre 1 -1.5 m. Se puede encontrar en muchos países del centro y este de África, destacando Angola, Benín, Burundi, Camerún, República centroafricana, Congo, Costa de Marfil, Guinea Ecuatorial, Etiopía, Gabón, Ghana, Kenia, Malawi, Mozambique, Nigeria, Ruanda, Sierra Leona, Sudán, Tanzania, Togo, Uganda y Zimbabue. A pesar de su amplia distribución, debido a su intensa explotación esta especie está considerada desde 1998 como "casi amenazada" en la Lista roja de especies en peligro.

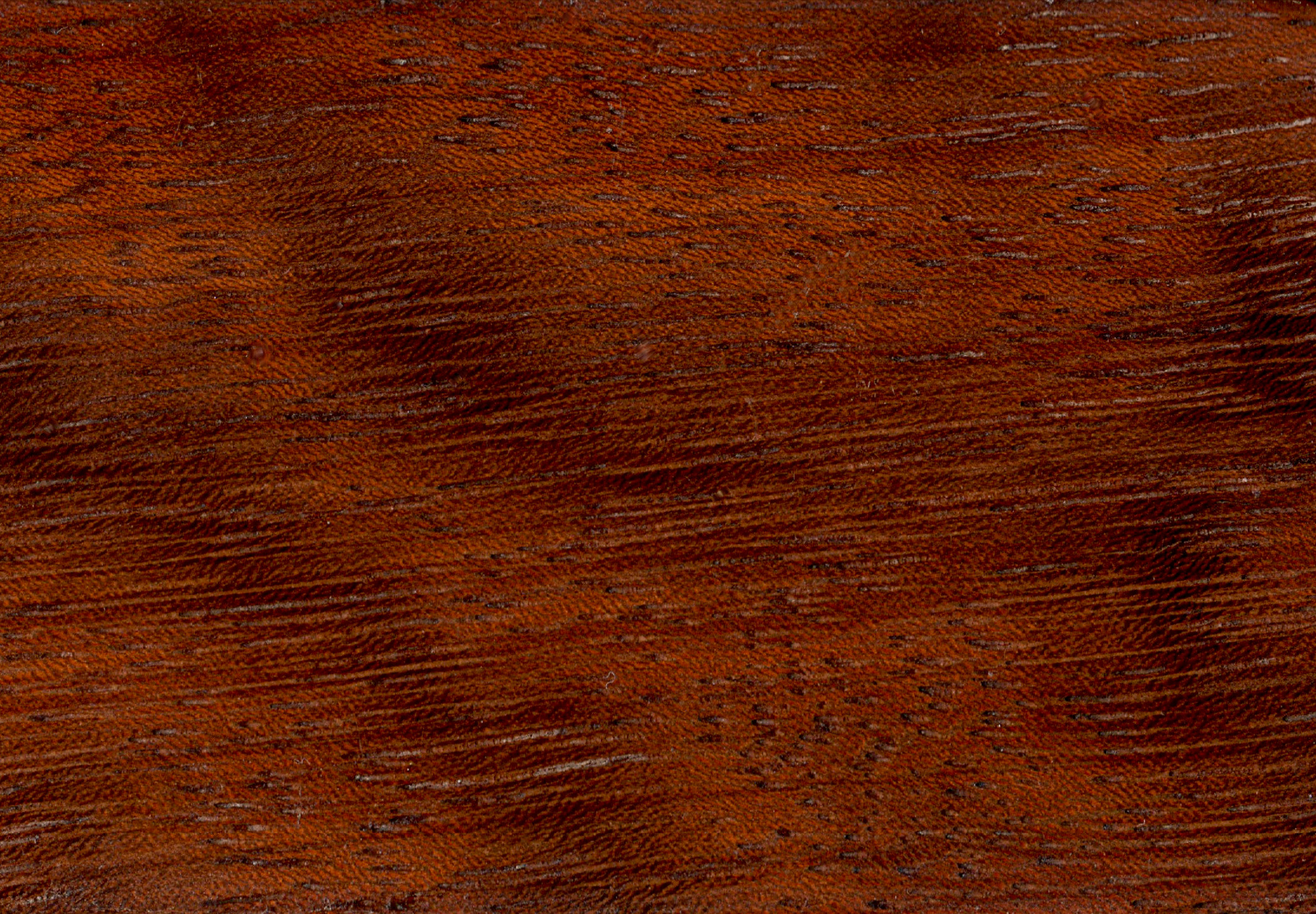
Madera de iroko

Aunque disponible en menor cantidad, también se considera como iroko a la madera de la especie Milicia regia (=Chlorophora regia), siendo esta madera ligeramente más densa e incluso de superior calidad. Se han hecho esfuerzos por iniciar plantaciones de 'Milicia regia', (conocida por Odum en Ghana), pero han resultado vanos. Los retoños son atacados por la mosca 'Phytoloma lata'. Las larvas del insecto crean agallas que debilita a las plantitas jóvenes, causando apagamiento e incluso la muerte. Los retoños son especialmente vulnerables. Por otro lado, en la selva, la regeneración natural del árbol es difícil. La cantidad de árboles talados cada año hacen considerar el comercio futuro de esta madera en grave peligro.

## Características
El Iroko, de ambas especies, es una madera densa (641 - 675 kg/m³) dura, estable y muy resistente tanto a la putrefacción como al ataque de insectos. Es fácil de trabajar y de pulir, ofrece buenos acabados y admite bien el encolado. Esta madera presenta una gran variabilidad tonal recién cortada, incluso en piezas de un mismo árbol, aunque oscurece con el tiempo. Excelente para tarimas tanto interiores como exteriores. La madera de iroko se usa para la construcción del cuerpo del djembé y para la láminas de diversos idiófonos como el balafón o la txalaparta.

## Potencial oxalógeno y retención de carbono atmosférico
Como el Brosimum alicastrum (ojoche, nogal maya o ramón), el iroko pertenece al grupo de 200 especies arbóreas oxalógenas, conocidas por su capacidad de almacenamiento de CO2 atmosférico en forma de oxalato que es transformado en carbonato cálcico. Esta fijaciõn de sales minerales puede explicar la dureza de la madera y las dificultades que presenta su corte. El iroko es objeto de estudio del programa Biomimicry Europa que planta vegetación oxalógena en Haití, India y Colombia.